# Parechovirus
Los Parechovirus son un género de virus de la familiares Picornaviridae. El reservorio natural de estos virus son los humanos, hurones y varios roedores. Este género consta actualmente de 6 especies distintas de Paraechovirus. El Parechovirus humano puede ser causa de enfermedad gastrointestinal o respiratoria en niños, y está implicadoen casos de miocarditis y encefalitis.

## Taxonomía
Hasta el momento se han identificado dieciocho tipos de parechovirus humano: El Parechovirus 1 (HPeV1, anteriormente Echovirus 22), Parechovirus 2 (anteriormente Echovirus 23), y del HPeV3 a HPeV18. Se ha conseguido identificar un total de 15 genotipos distintos.

### Especie
El ICTV reconoce actualmente seis especies:
- Parechovirus A (anteriormente Parechovirus humano; cuyo anfitrión es el ser humano)
- Parechovirus B (Anteriormente Ljungan virus; cuyo anfitrión son los roedores)
- Parechovirus C (anteriormente Sebokele virus 1; cuyo anfitrión son los roedores)
- Parechovirus D (anteriormente Parechovirus del Hurón; cuyo anfritrión son los animales carnívoros)
- Parechovirus E
- Parechovirus F

Existen además dos especies reconocidas por Picornaviridae.com pero no por el ICTV:
- Ljungan/Sebokele similar al Parechovirus (LCLPV) (Cuyo anfitrión es el  halcón, en Hungría)
- Parechovirus de Manhattan (MPeV) (Cuyos anfitriones son los roedores y se encuentra en  Estados Unidos)[8]

## Estructura
Los Parechoviruses son un tipo de virus no encapsulados, con una estructura icosaédrica-esférica, geometría redondeada, y simetría T=pseudo3.
Su diámetro es de aproximadamente 30 nm. El genoma es lineal y no-segmentado, de alrededor de 7.3kb de longitud.
| Género       | Estructura  | Simetría   | Cápsida     | Estructura genómica | Segmentación genómica |
| ------------ | ----------- | ---------- | ----------- | ------------------- | --------------------- |
| Parechovirus | Icosaédrica | Pseudo T=3 | No-envuelto | Lineal              | Monocatenario         |

## Ciclo de vida
La replicación viral es citoplasmática. El virus entra a la célula anfitriona anclándose a los receptores de membrana mediante endocitosis. La replicación sigue el modelo estándar de replicación de los virus ARN monocatenario positivo.. El virus sale de  la célula anfitriona mediante lisis celular y viroporinas.
| Género       | Anfitriones | Tejido                                    | Vía de Entrada                        | Vía de salida | Lugar de replicación | Lugar de ensamblaje | Transmisión |
| ------------ | ----------- | ----------------------------------------- | ------------------------------------- | ------------- | -------------------- | ------------------- | ----------- |
| Parechovirus | Humanos     | Vía respiratoria; Tracto gastrointestinal | Endocitosis mediante receptor celular | Lisis celular | Citoplasma           | Citoplasma          | Desconocido |

## Información clínica
Los Parechoviruses son causa de enfermedades gastrointestinales y respiratorias leves, pero también puede causar afecciones más graves como miocarditis y encefalitis. El parechovirus son un tipo de virus ubicuos y se estima que más del 95% de los humanos se infectan en los primeros años de vida. El Parechovirus B ha sido propuesto como un virus zoonótico que puede asociarse a diabetes y a fallecimiento fetal, pero estas hipótesis aun están pendientes de ser confirmadas. 
Los Parechovirus son un organismo que requieren ser manejados en laboratorios con un nivel 2 de bioseguridad.

## Historia
Los primeros parechovirus (E22 y E23) fueron aislados en 1956, y fueron reconocidos como un nuevo género en 1996.
El Parechovirus B fue aislado en primer lugar en topillos rojos (Myodes glareolus, anteriormente Clethrionomys glareolus) a mediados de 1990.
El parechovirus humano tipo 3 (HPeV3) fue localizado en 20 jóvenes estadounidenses en 2014. Esto incluye a unos trillizos idénticos de Wisconsin, quienes contrajeron el virus y fueron diagnosticados casi dos meses más tarde tras multitud de pruebas, siendo este el primer caso conocido en este país. En 2014 se detectaron un incremento del nuevo de casos respecto a los esperados. Esto se cree que fue debido a transmisión materno-fetal.